# زمان دوباره به‌دست آمد
زمان دوباره به‌دست آمد (به انگلیسی: Time Regained) فیلمی محصول سال ۱۹۹۹ و به کارگردانی رائول روئیز است. در این فیلم بازیگرانی همچون کاترین دنو، امانوئل بئار، مارچلو ماتسارلا، جان مالکوویچ، مری-فرانس پیزیه، وینسنت پرز، پاسکال گرگوری، کیارا ماسترویانی، آریل دومبال، ادیت اسکوب، السا زیلبرشتاین، ماتیلدا سنیه، کریستین وادیم، ملویل پوپو و آلن رب گریه ایفای نقش کرده‌اند.